# Jefferson (Wisconsin)
Jefferson es una ciudad ubicada en el condado de Jefferson en el estado estadounidense de Wisconsin. En el Censo de 2010 tenía una población de 7.973 habitantes y una densidad poblacional de 519,21 personas por km².

## Geografía
Jefferson se encuentra ubicada en las coordenadas 43°0′14″N 88°48′28″O / 43.00389, -88.80778. Según la Oficina del Censo de los Estados Unidos, Jefferson tiene una superficie total de 15.36 km², de la cual 14.82 km² corresponden a tierra firme y (3.51%) 0.54 km² es agua.

## Demografía
Según el censo de 2010, había 7.973 personas residiendo en Jefferson. La densidad de población era de 519,21 hab./km². De los 7.973 habitantes, Jefferson estaba compuesto por el 91.21% blancos, el 0.71% eran afroamericanos, el 0.43% eran amerindios, el 0.71% eran asiáticos, el 0.06% eran isleños del Pacífico, el 5.41% eran de otras razas y el 1.47% pertenecían a dos o más razas. Del total de la población el 11.75% eran hispanos o latinos de cualquier raza.